# Попівка (заказник)
Попівка — ландшафтний заказник місцевого значення. Об'єкт розташований на території Звенигородського району Черкаської області, с. Пединівка, Пединівська сільська рада, Звенигородський район.
Площа — 137,5 га, статус отриманий у 2016 році.
Територія представлена різноманітними фаціями долинно-балкової місцевості. Наявні численні популяції багатьох видів судинних рослин, автохтонної флори регіону, що стали рідкісними в зв'язку із інтенсивним використанням земель у сільськогосподарському виробництві. Відмічені місця проживання багатьох видів фауни